# Fretimundo
Fretimundo (em latim: Fretimundus) foi um oficial, de provável origem visigótica, que esteve ativo no século V. É mencionado em 437 quando foi enviado, ao lado de Censório, como embaixador à corte sueva na Hispânia. Nesta missão, que duraria três anos, os emissários solicitaram lealdade absoluta do rei suevo Hermerico (r. 410–441) ao rei visigótico Teodorico I (r. 419–451). Segundo o historiador Luis A. Garcia Moreno, Fretimundo possivelmente pertenceu à dinastia dos Baltos.